# 로렌스 애니웨이
《로렌스 애니웨이》(프랑스어: Laurence Anyways)는 2012년 공개된 영화이다. 2012년 칸 영화제 주목할 만한 시선 경쟁작이었다. 2012년 토론토 국제 영화제에서 캐나다장편영화상을 수상했다.

## 줄거리
몬트리올에서 소설을 쓰는 청년 로렌스와 그의 정열적인 피앙세 프레드는 미래를 약속한 사이. 서른 번째 생일을 맞이한 어느 날, 로렌스는 사랑하는 프레드에게 그 동안 숨겨왔던 비밀을 고백한다. 남은 일생을 여자로 살고 싶다고… 절망의 끝에서도 차마 ‘이 사랑’을 놓지 못하는 두 사람. 이들은 다시, 사랑할 수 있을까?

## 출연

### 주연
- 멜빌 푸포
- 쉬잔 클레망
- 나탈리 바유
- 모니아 쇼크리
- 이브 자크

### 조연
- 수전 암그렌
- 소피 포셰
- 마갈리 레핀블롱도
- 카트린 베쟁
- 에마뉘엘 슈바르츠
- 자크 라발레
- 페레트 수플렉스
- 파트리시아 튈란
- 다비드 사바르
- 모니크 스파지아니
- 드니즈 필리아트로
- 비올레트 쇼보
- 밀렌 장파노이
- 제이컵 티어니
- 질 르노
- 파트리스 코크로
- 안엘리자베트 보세
- 안 도르발
- 피에르 샤뇽
- 에리크 브뤼노
- 알렉시 르페브르
- 마뉘엘 타드로스

## 기타
- 미술: 앤 프리처드
- 세트: 파스칼 데셴
- 분장: 캐시 켈소
- 머리: 마르탱 라푸앵
- 의상: 그자비에 돌란
- 섭외: 엘렌 루스

.